# Alexander Gonda
Alexander Gonda (* 5. April 1905 in Temeswar, Ungarn; † 25. Februar 1977 in Berlin) war ein ungarisch-deutscher Bildhauer, Grafiker und Autor.

## Leben und Werk
Alexander Gonda studierte von 1923 bis 1930 an der Kunstakademie Dresden bei Karl Albiker und Wilhelm Gerstel, anschließend wurde er in Berlin ansässig. Neben seiner Tätigkeit als Künstler war er auch ein Autor, der seine Bücher selbst illustrierte. Gonda wurde als Hochschullehrer an die Hochschule für Bildende Künste in Berlin in Charlottenburg berufen. 1953 wurde er mit dem Berliner Kunstpreis ausgezeichnet. Von 1968 bis 1970 war Alexander Gonda Mitglied des geschäftsführenden Vorstandes im Deutschen Künstlerbund, an den DKB-Jahresausstellungen nahm er zwischen 1951 (mit der Marmorskulptur Fisch sowie den Terrakotta-Plastiken Vogel und Badende, alle 1951) und 1971 (mit zwei konstruktivistischen Arbeiten in Tinte auf Papier) insgesamt siebzehnmal teil. Gonda gehörte zum engeren Freundeskreis von Karl Hofer.
Alexander Gonda starb im Februar 1977 im Alter von 71 Jahren in Berlin. Beigesetzt wurde er auf dem landeseigenen Friedhof Heerstraße im heutigen Ortsteil Berlin-Westend (Grablage: I-Ur-53). Die Grabstätte ist nicht erhalten.

## Werke im öffentlichen Raum
- 1958: Brunnen, Budapester Straße in Berlin-Tiergarten
- 1964: Sakrale Form, Breitscheidplatz bei der Kaiser-Wilhelm-Gedächtniskirche in Berlin-Charlottenburg
- 1966: Brunnenstele, Kurfürstenstraße/Burggrafenstraße in Berlin-Tiergarten
- 1967: diverse Eternitobjekte, Eternit-Haus in Berlin-Hansaviertel (modelliert von Alexander Gonda)
- 1969: Ensemble[7], Freie Universität Berlin an der Thielallee in Berlin-Zehlendorf

## Galerie

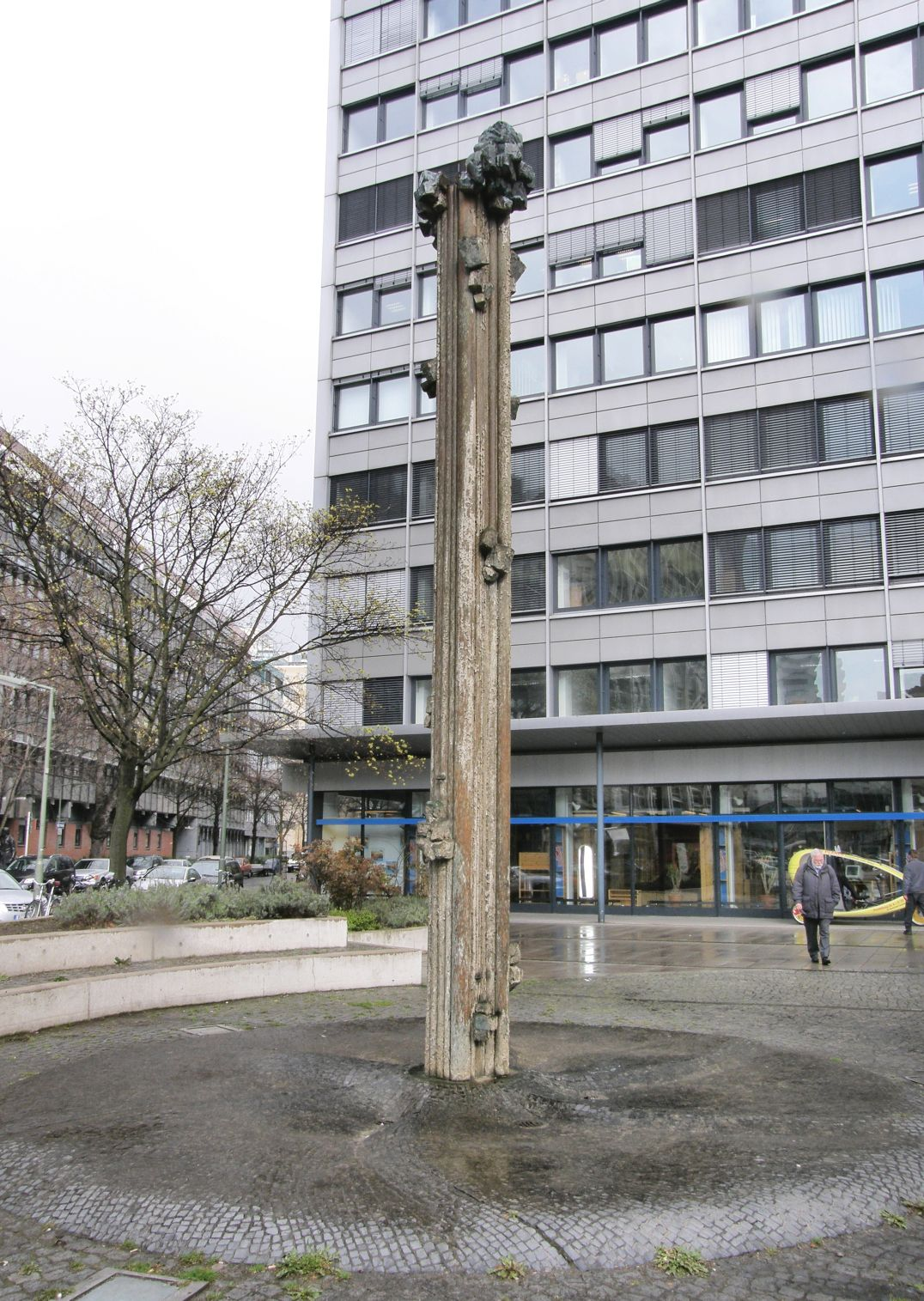
Brunnenstele (1966)
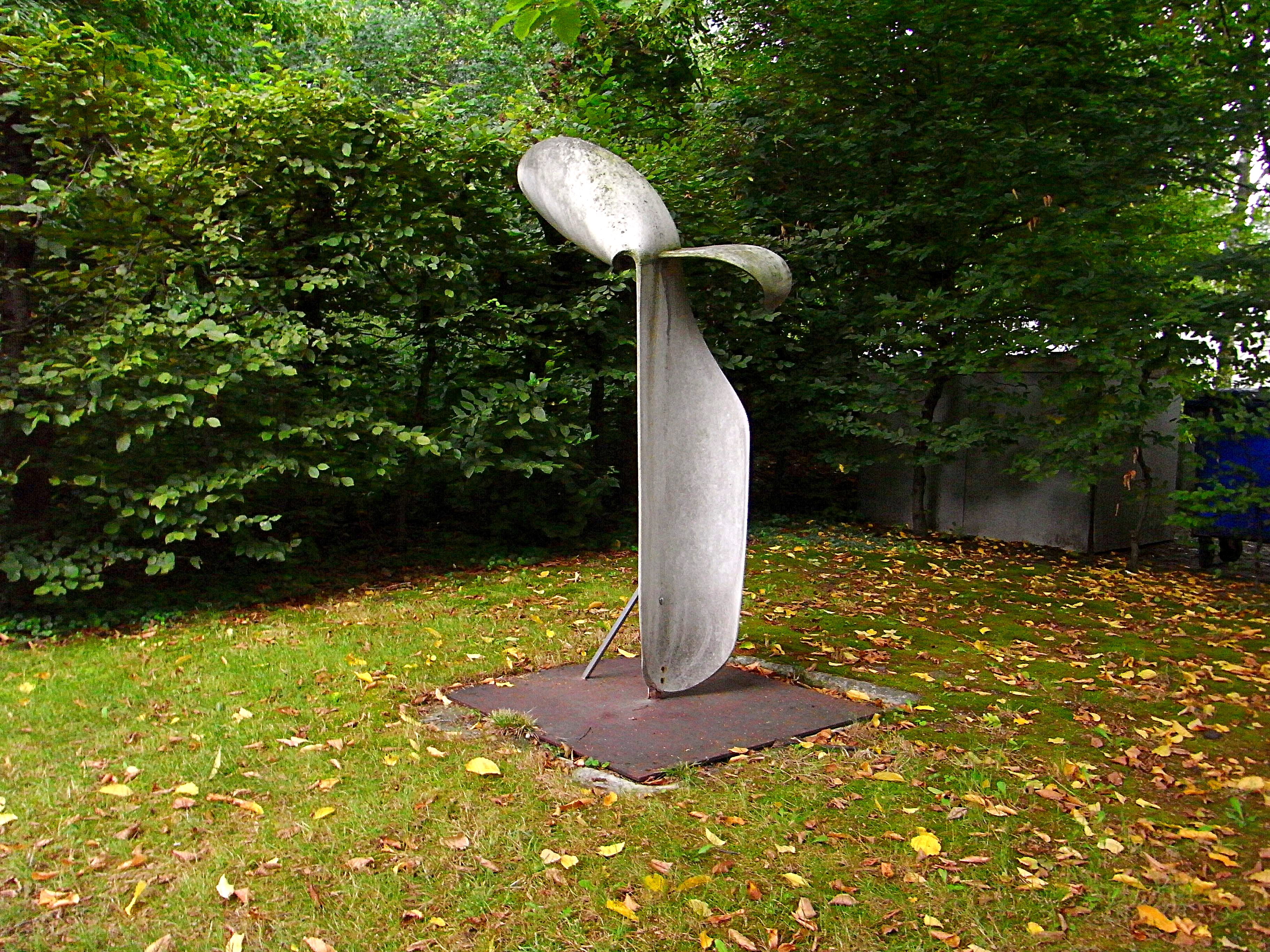
Eternitobjekt (1967)
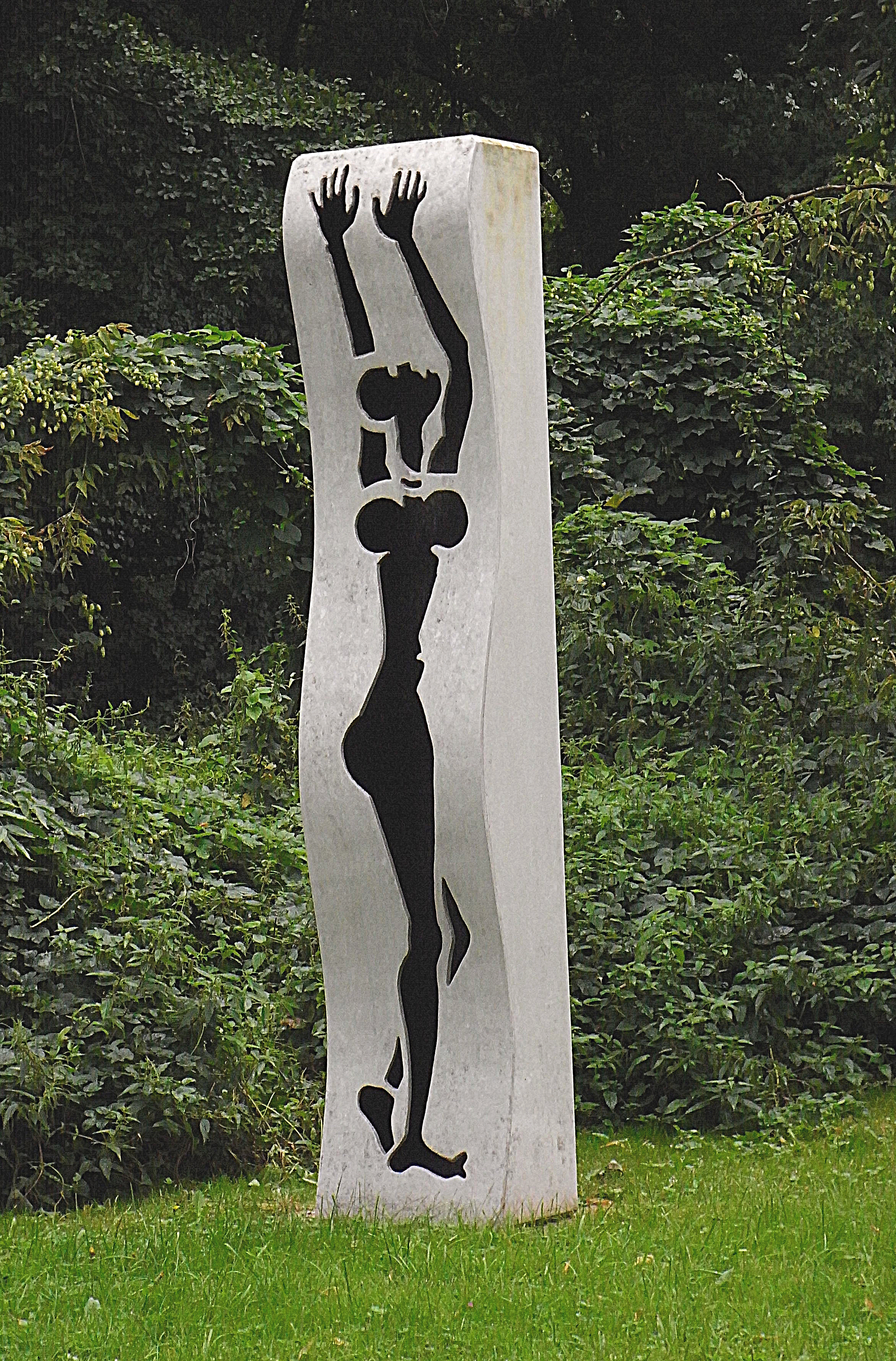
Silhouette einer Tänzerin (1967)

## Bücher
- 1947: Der arme Kentaur, Der Neue Geist Verlag, Berlin
- 1948: Vom süssen und sauren Kitsch, Der neue Geist Verlag, Berlin
- 1952: Das grüne Strumpfband, Vorwärts-Verlag, Berlin